# پشه‌واران
پشه‌واران (نام علمی: Culicoidea) نام یک بالاخانواده از زیرراسته نخ‌شاخکان است.